# AFI's 100 Years...100 Stars
AFI's 100 Years...100 Stars (en català 100 anys de l'AFI...100 estrelles) és la llista de l'American Film Institute que classifica les 25 millors llegendes masculines i 25 femenines de la història del cinema nord-americà i és la segona llista de la sèrie AFI 100 anys...
La llista es va donar a conèixer a través d'un especial de la CBS el 15 de juny de 1999, presentat per Shirley Temple (ella mateixa guardonada a la llista de llegendes femenines), amb 50 actors actuals fent les presentacions.
AFI defineix una "llegenda de la pantalla nord-americana" com "un actor o un equip d'actors amb una presència important a la pantalla en llargmetratges nord-americans (pel·lícules de 40 minuts o més) el debut a la pantalla dels quals va tenir lloc abans de 1950, o el debut a la pantalla va tenir lloc després de 1950, però la mort del qual ha marcat una obra completa". En altres paraules, la llista generalment honora actors reconeguts per les seves contribucions al cinema clàssic de Hollywood. Els jurats van seleccionar les llistes finals d'entre 250 candidats masculins i 250 femenins.
Les principals estrelles del seu gènere respectiu són Humphrey Bogart i Katharine Hepburn, que van protagonitzar junts la clàssica pel·lícula d'aventures de 1951 La reina d'Àfrica.
Vint-i-una estrelles masculines van néixer als Estats Units; els altres quatre són Charlie Chaplin, Laurence Olivier i Cary Grant, nascuts al Regne Unit, i Edward G. Robinson, nascut a Romania.
Disset estrelles femenines van néixer als Estats Units; les altres nou són Vivien Leigh i Elizabeth Taylor, nascudes a l'Índia i al Regne Unit, respectivament, Audrey Hepburn, nascuda a Bèlgica, Mary Pickford nascuda al Canadà, Marlene Dietrich, nascuda a Alemanya, Sophia Loren, nascuda a Itàlia, Claudette Colbert, nascuda a França, i Ingrid Bergman i Greta Garbo, nascudes a Suècia.
En el moment en què es van donar a conèixer les llistes, Gregory Peck, Katharine Hepburn, Marlon Brando, Elizabeth Taylor, Shirley Temple, Lauren Bacall, Kirk Douglas (l'estrella més longeva amb 103 anys) i Sidney Poitier encara vivien, però han mort des d'aleshores. A març de 2024, als 89 anys, Sophia Loren és l'única homenatjada supervivent.

## Llista de les 50 grans llegendes de la pantalla: les 25 millors estrelles masculines i les 25 millors estrelles femenines
| No. | Llegendes masculines                                                 | Llegendes masculines | Llegendes masculines | Llegendes femenines            | Llegendes femenines | Llegendes femenines |
| --- | -------------------------------------------------------------------- | -------------------- | --- | ------------------------------ | ------------------- | --- |
| 1   | Humphrey Bogart (1899–1957)                                          |                      | Conegut per: The Petrified Forest (1936) El falcó maltès (1941) Casablanca (1942) Tenir-ne o no (1944) El son etern (1946) Dark Passage (1947) The Treasure of the Sierra Madre (1948) Cayo Largo (1948) In a Lonely Place (1950) La reina d'Àfrica (1951) El motí del Caine (1954) Nominat a tres Oscars, va guanyar per La reina d'Àfrica.                                      | Katharine Hepburn (1907–2003)  |                     | Coneguda per: Donetes (1933) Somnis de joventut(1935) Dames de teatre (1937) Quina fera de nena! (1938) The Philadelphia Story (1940) Woman of the Year (1942) La reina d'Àfrica(1951) Long Day's Journey Into Night (1962) Endevina qui ve a sopar (1967) The Lion in Winter (1968) Nominada a 12 Oscars, va guanyar per Glòria d'un dia (1933), Endevina qui ve a sopar (1967), The Lion in Winter (1968), i On Golden Pond (1981). |
| 2   | Cary Grant (1904–1986)                                               |                      | Conegut per: La terrible veritat (1937) Quina fera de nena! (1938) Només els àngels tenen ales (1939) Lluna nova (1940) The Philadelphia Story (1940) Notorious (1946) Tu i jo (1957) Perseguit per la mort (1959) Nominat a dos Oscars, va guanyar un Oscar honorífic el 1970 | Bette Davis (1908–1989)        |                     | Coneguda per: Captius del desig (1934) The Petrified Forest (1936) Jezebel (1938) Dark Victory (1939) La carta (1940) La lloba (1941) Tot sobre Eva (1950) Què se n'ha fet, de Baby Jane? (1962) Nominada a 11 Oscars, va guanyar per Dangerous i Jezebel. |
| 3   | James Stewart (1908–1997)                                            |                      | Conegut per: Mr. Smith Goes to Washington (1939) The Philadelphia Story (1940) Que bonic que és viure (1946) Winchester '73 (1950) La finestra indiscreta (1954) Vertigen (1958) Anatomia d'un assassinat (1959) L'home que va matar Liberty Valance (1962) Nominat a cinc Oscars, va guanyar per The Philadelphia Story.                                                         | Audrey Hepburn (1929–1993)     |                     | Coneguda per: Vacances a Roma (1953) Sabrina (1954) Funny Face (1957) Història d'una monja (1959) Esmorzar amb diamants (1961) Xarada (1963) My Fair Lady (1964) Nominada a cinc Oscars, va guanyar per Vacances a Roma. |
| 4   | Marlon Brando (1924–2004)                                            |                      | Conegut per: A Streetcar Named Desire (1951) Viva Zapata! (1952) Julius Caesar (1953) La llei del silenci (1954) El Padrí (1972) L'últim tango a París (1972) Apocalypse Now (1979) Nominat a vuit Oscars, va guanyar per La llei del silencia i El Padrí. | Ingrid Bergman (1915–1982)     |                     | Coneguda per: Casablanca (1942) For Whom the Bell Tolls (1943) Gaslight (1944) Notorious (1946) Joan of Arc (1948) Assassinat a l'Orient Express (1974) Nominada a set Oscars, va guanyar per Gaslight, Anastasia (1956), i Assassinat a l'Orient Express. |
| 5   | Fred Astaire (1899–1987)                                             |                      | Coneguda per: Associació amb Ginger Rogers Barret de copa (1935) En ales de la dansa (1936) Holiday Inn (1942) Easter Parade (1948) Melodies de Broadway (1953) Nominat a un Oscar, va guanyar un Oscar honorífic el 1949 | Greta Garbo (1905–1990)        |                     | Coneguda per: Flesh and the Devil (1927) Mata Hari (1931) Grand Hotel (1932) Queen Christina (1933) Camille (1936) Ninotchka (1939) Nominada a tres Oscars, va guanyar un Oscar honorífic el 1955. |
| 6   | Henry Fonda (1905–1982)                                              |                      | Conegut per: El raïm de la ira (1940) The Lady Eve (1941) The Ox-Bow Incident (1943) My Darling Clementine (1946) Escala a Hawaii (1955) Dotze homes sense pietat (1957) Fins que li va arribar l'hora (1968) On Golden Pond (1981) Nominat a quatre Oscars, va guanyar per On Golden Pond i un Oscar honorífic el 1980.                                                          | Marilyn Monroe (1926–1962)     |                     | Coneguda per: Ladies of the Chorus (1948) La jungla d'asfalt (1950) Don't Bother to Knock (1952) Niagara (1953) Els senyors prefereixen les rosses (1953) How to Marry a Millionaire (1953) The Seven Year Itch (1955) Bus Stop (1956) Ningú no és perfecte (1959) Vides rebels (1961) |
| 7   | Clark Gable (1901–1960)                                              |                      | Conegut per: Va succeir una nit (1934) The Call of the Wild (1935) Rebel·lió a bord (1935) Allò que el vent s'endugué (1939) Mogambo (1953) Vides rebels (1961) Nominat a tres Oscars, va guanyar per Va succeir una nit. | Elizabeth Taylor (1932–2011)   |                     | Coneguda per: El foc de la joventut (1944) A Place in the Sun (1951) Gegant (1956) Cleòpatra (1963) Qui té por de Virginia Woolf? (1966) Nominada a cinc Oscars, va guanyar per Una dona marcada (1960) i Qui té por de Virginia Woolf?. |
| 8   | James Cagney (1899–1986)                                             |                      | Conegut per: The Public Enemy (1931) Taxi! (1932) Angels with Dirty Faces (1938) Els turbulents anys vint (1939) City for Conquest (1940) Yankee Doodle Dandy (1942) Al roig viu (1949) Estima'm o deixa'm (1955) Nominat a tres Oscars, va guanyar per Yankee Doodle Dandy | Judy Garland (1922–1969)       |                     | Coneguda per: El màgic d'Oz (1939) Meet Me in St. Louis (1944) El rellotge (1945) The Harvey Girls (1946) Easter Parade (1948) Summer Stock (1950) A Star Is Born (1954) Els judicis de Nuremberg (1961) Nominada a dos Oscars, va guanyar un Oscar juvenil el 1940 |
| 9   | Spencer Tracy (1900–1967)                                            |                      | Conegut per: Captains Courageous (1937) Boys Town (1938) Tortilla Flat (1942) El pare de la núvia (1950) Els judicis de Nuremberg (1961) El món és boig, boig, boig (1963) Endevina qui ve a sopar (1967) Nominat a nou Oscars, va guanyar per Captains Courageous i Boys Town | Marlene Dietrich (1901–1992)   |                     | Coneguda per: Der blaue Engel (1930) Morocco (1930) Shanghai Express (1932) Blonde Venus (1932) Destry Rides Again (1939) A Foreign Affair (1948) Testimoni de càrrec (1957) Els judicis de Nuremberg (1961) Nominada per un Oscar |
| 10  | Charlie Chaplin (1889–1977)                                          |                      | Conegut per: el personatge de Charlot The Kid (1921) La quimera de l'or (1925) City Lights (1931) Modern Times (1936) The Great Dictator (1940) Nominat a tres Oscars (un per l'actuació), va guanyar un Oscar a la millor banda sonora per Limelight (1952), va guanyar Oscars Honorífics el 1929 i el 1972.                                                                     | Joan Crawford (190?–1977)      |                     | Coneguda per: Grand Hotel (1932) A Woman's Face (1941) Mildred Pierce (1945) Humoresque (1946) Amor que mata (1947) Sudden Fear (1952) Johnny Guitar (1954) Què se n'ha fet, de Baby Jane? (1962) Nominada a tres Oscars, va guanyar per Mildred Pierce. |
| 11  | Gary Cooper (1901–1961)                                              |                      | Conegut per: Adéu a les armes (1932) Mr. Deeds Goes to Town (1936) L'home del carrer (1941) El sergent York (1941) For Whom the Bell Tolls (1943) Sol davant el perill (1952) La gran prova (1956) Nominat a cinc Oscars, va guanyar per El sergent York i Sol davant el perill, va guanyar un Oscar honorífic el 1961.                                                           | Barbara Stanwyck (1907–1990)   |                     | Coneguda per: Stella Dallas (1937) The Lady Eve (1941) Bola de foc (1941) Double Indemnity (1944) Christmas in Connecticut (1945) Sorry, Wrong Number (1948) The Furies (1950) Titanic (1953) Nominada a quatre Oscars, va guanyar un Oscar honorífic el 1982. |
| 12  | Gregory Peck (1916–2003)                                             |                      | Conegut per: The Keys of the Kingdom (1944) Spellbound (1945) El despertar (1946) Duel in the Sun (1946) Gentleman's Agreement (1947) Twelve O'Clock High (1949) Moby Dick (1956) Grans horitzons (1958) Els canons de Navarone (1961) To Kill a Mockingbird (1962) Nominat a cinc Oscars, va guanyar per To Kill a Mockingbird.                                                  | Claudette Colbert (1903–1996)  |                     | Coneguda per: The Smiling Lieutenant (1931) Va succeir una nit (1934) Cleopatra (1934) Imitation of Life (1934) Private Worlds (1935) Midnight (1939) The Palm Beach Story (1942) Since You Went Away (1944) The Egg and I (1947) Nominada a tres Oscars, va guanyar per Va succeir una nit. |
| 13  | John Wayne (1907–1979)                                               |                      | Conegut per: Stagecoach (1939) Riu Vermell (1948) The Quiet Man (1952) Centaures del desert (1956) L'home que va matar Liberty Valance (1962) Valor de llei (1969) Nominat a tres Oscars, va guanyar per True Grit. | Grace Kelly (1929–1982)        |                     | Coneguda per: The Country Girl (1954) Sol davant el perill (1952) Crim perfecte (1954) La finestra indiscreta (1954) Nominada a dos Oscars, va guanyar per The Country Girl. |
| 14  | Laurence Olivier (1907–1989)                                         |                      | Conegut per: Cims borrascosos (1939) Rebecca (1940) Enric V (1944) Hamlet (1948) Ricard III (1955) Nominat a 11 Oscars (deu per l'actuació), va guanyar per Hamlet, va guanyar Oscars honorífics el 1947 i el 1979. | Ginger Rogers (1911–1995)      |                     | Coneguda per: Associació amb Fred Astaire L'alegre divorciada (1934) Barret de copa (1935) Dames de teatre (1937) Miratge d'amor (1940) El superior i la menor (1942) Em sento rejovenir (1952) Va guanyar un Oscar per Miratge d'amor. |
| 15  | Gene Kelly (1912–1996)                                               |                      | Conegut per: Les models (1944) Lleveu àncores! (1945) Un dia a Nova York (1949) Summer Stock (1950) Un americà a París (1951) Cantant sota la pluja (1952) Brigadoon (1954) Nominat a un Oscar, va guanyar un Oscar honorífic el 1952. | Mae West (1893–1980)           |                     | Coneguda per: She Done Him Wrong (1933) I'm No Angel (1933) Belle of the Nineties (1934) Goin' to Town (1935) Klondike Annie (1936) Every Day's a Holiday (1937) My Little Chickadee (1940) Myra Breckinridge (1970) |
| 16  | Orson Welles (1915–1985)                                             |                      | Conegut per: Ciutadà Kane (1941) El desconegut (1946) Macbeth (1948) El tercer home (1949) Touch of Evil (1958) Nominat a tres Oscars (un per l'actuació), va guanyar un Oscar honorífic el 1971. | Vivien Leigh (1913–1967)       |                     | Coneguda per: Allò que el vent s'endugué (1939) Waterloo Bridge (1940) Lady Hamilton (1941) Cèsar i Cleopatra (1945) A Streetcar Named Desire (1951) Ship of Fools (1965) Va guanyar l'Oscar per Allò que el vent s'endugué i A Streetcar Named Desire. |
| 17  | Kirk Douglas (1916–2020)                                             |                      | Conegut per: Champion (1949) The Bad and the Beautiful (1952) 20,000 Leagues Under the Sea (1954) Camins de glòria (1957) Espàrtac (1960) Nominat a tres Oscars, va guanyar un Oscar honorífic el 1996. | Lillian Gish (1893–1993)       |                     | Coneguda per: El naixement d'una nació (1915) Lliris trencats (1919) The Wind (1928) Duel in the Sun (1946) La nit del caçador (1955) Nominada per un Oscar, va guanyar un Oscar honorífic el 1971. |
| 18  | James Dean (1931–1955)                                               |                      | Conegut per: Rebel sense causa (1955) A l'est de l'edèn (1955) Gegant (1956) Nominat a dos Oscars. | Shirley Temple (1928–2014)     |                     | Coneguda per: Bright Eyes (1934) Curly Top (1935) Wee Willie Winkie (1937) Heidi (1937) Rebecca of Sunnybrook Farm (1938) The Little Princess (1939) Va guanyar un Oscar Juvenil el 1935 |
| 19  | Burt Lancaster (1913–1994)                                           |                      | Conegut per: The Killers (1946) D'aquí a l'eternitat (1953) Xantatge a Broadway (1957) Taules separades (1958) Elmer Gantry (1960) Els judicis de Nuremberg (1961) Robert Franklin Stroud (1962) Il gattopardo (1963) Atlantic City (1980) Nominat a quatre Oscars, va guanyar per Elmer Gantry.                                                                                  | Rita Hayworth (1918–1987)      |                     | Coneguda per: Només els àngels tenen ales (1939) Ballant neix l'amor (1942) Les models (1944) Gilda (1946) La dama de Xangai (1947) Els amors de Carmen (1948) Salomé (1953) La bella del Pacífic (1953) Taules separades (1958) |
| 20  | Germans Marx Chico (1887–1961) Harpo (1888–1964) Groucho (1890–1977) |                      | Coneguts per: Animal Crackers (1930) Horse Feathers (1932) Duck Soup (1933) Una nit a l'òpera (1935) Un dia a les curses (1937) Groucho va rebre un premi honorífic de l'Acadèmia el 1973 per «la seva brillant creativitat i pels èxits inigualables dels germans Marx.» | Lauren Bacall (1924–2014)      |                     | Coneguda per: Tenir-ne o no (1944) El son etern (1946) Dark Passage (1947) Cayo Largo (1948) Escrit en el vent (1956) Assassinat a l'Orient Express (1974) Nominada a un Oscar, va guanyar un Oscar honorífic el 2009. |
| 21  | Buster Keaton (1895–1966)                                            |                      | Conegut per: Sherlock Jr. (1924) El maquinista de la General (1926) The Cameraman (1928) Steamboat Bill Jr. (1928) Va guanyar un Oscar honorífic el 1960. | Sophia Loren (nascuda el 1934) |                     | Coneguda per: The Millionairess (1960) La ciociara (1961) El Cid (1961) Matrimonio all’italiana (1964) Nominada a dos Oscars, va guanyar per La ciociara, va guanyar un Oscar honorífic el 1991. |
| 22  | Sidney Poitier (1927–2022)                                           |                      | Conegut per: No Way Out (1950) La jungla de les pissarres (1955) Fugitius (1958) Porgy and Bess (1959) A Raisin in the Sun (1961) Els lliris dels prats (1963) A Patch of Blue (1965) Rebel·lió a les aules (1967) En la calor de la nit (1967) Endevina qui ve a sopar (1967) Nominat a dos Oscars, va guanyar per Els lliris dels prats, va guanyar un Oscar honorífic el 2001. | Jean Harlow (1911–1937)        |                     | Coneguda per: Hell's Angels (1930) El sopar és a les vuit (1933) Reckless (1935) Saratoga (1937) |
| 23  | Robert Mitchum (1917–1997)                                           |                      | Conegut per: Retorn al passat (1947) La nit del caçador (1955) Cape Fear (1962) La filla de Ryan (1970) Nominat a un Oscar | Carole Lombard (1908–1942)     |                     | Coneguda per: Hands Across the Table (1935) My Man Godfrey (1936) Matrimoni original (1941) Ser o no ser (1942) Nominada a un Oscar. |
| 24  | Edward G. Robinson (1893–1973)                                       |                      | Conegut per: Little Caesar (1931) Double Indemnity (1944) Cayo Largo (1948) Els Deu Manaments (1956) Va guanyar un Oscar honorari pòstum el 1973. | Mary Pickford (1892–1979)      |                     | Coneguda per: Hearts Adrift (1914) Pollyanna (1920) My Best Girl (1927) Coquette (1929) Va guanyar un Oscar per Coquette, va guanyar un Oscar honorífic el 1976. |
| 25  | William Holden (1918–1981)                                           |                      | Conegut per: Sunset Boulevard (1950) Nascuda ahir (1950) Stalag 17 (1953) Sabrina (1954) Picnic (1955) El pont del riu Kwai (1957) The Wild Bunch (1969) Network (1976) Nominat a tres Oscars, va guanyar per Stalag 17. | Ava Gardner (1922–1990)        |                     | Coneguda per: The Killers (1946) Show Boat (1951) Mogambo (1953) La comtessa descalça (1954) La nit de la iguana (1964) Nominada a un Oscar. |

## Nominats
Les llegendes van ser escollides d'una llista de 250 candidats masculins i 250 femenins. La referència adjunta ofereix les llistes de la selecció original.
Amb la mort de Sidney Poitier el gener de 2022, totes les llegendes vives masculines i els nominats ara han mort. Hi ha una llegenda viva femenina Sophia Loren (90) i 4 candidates femenines supervivents: Ann Blyth (96), Claire Bloom (93), Rita Moreno (92) i Margaret O'Brien (87).

### Els 250 nominats masculins
Els actors que formen part de la llista completa de nominats són:
- Abbott & Costello
- Brian Aherne
- Don Ameche
- Eddie "Rochester" Anderson
- Broncho Billy Anderson
- Dana Andrews
- Roscoe "Fatty" Arbuckle
- George Arliss
- Louis Armstrong
- Edward Arnold
- Gene Autry
- Lew Ayres
- King Baggot
- John Barrymore
- Lionel Barrymore
- Richard Barthelmess
- Freddie Bartholomew
- Warner Baxter
- Noah Beery
- Wallace Beery
- Ralph Bellamy
- John Belushi
- William Bendix
- Jack Benny
- Edgar Bergen & Charlie McCarthy
- Milton Berle
- Ray Bolger
- Ward Bond
- William Boyd
- Charles Boyer
- Eddie Bracken
- Walter Brennan
- Lloyd Bridges
- Joe E. Brown
- Yul Brynner
- George Burns
- Richard Burton
- Francis X. Bushman
- Eddie Cantor
- John Carradine
- Leo G. Carroll
- Jack Carson
- John Cassavetes
- Lon Chaney
- Lon Chaney, Jr.
- Maurice Chevalier
- Montgomery Clift
- Lee J. Cobb
- Charles Coburn
- Ronald Colman
- Jackie Coogan
- Jackie Cooper
- Joseph Cotten
- Buster Crabbe
- Broderick Crawford
- Hume Cronyn
- Bing Crosby
- Robert Cummings
- Tony Curtis
- Dan Dailey
- Ossie Davis
- Sammy Davis, Jr.
- Divine
- Richard Dix
- Robert Donat
- Brian Donlevy
- Melvyn Douglas
- Jimmy Durante
- Buddy Ebsen
- Nelson Eddy
- Douglas Fairbanks
- Douglas Fairbanks, Jr.
- William Farnum
- José Ferrer
- W.C. Fields
- Peter Finch
- Barry Fitzgerald
- Errol Flynn
- Glenn Ford
- John Garfield
- John Gielgud
- John Gilbert
- Jackie Gleason
- Farley Granger
- Stewart Granger
- Sydney Greenstreet
- Sir Alec Guinness
- Edmund Gwenn
- Jack Haley
- Rex Harrison
- William S. Hart
- Laurence Harvey
- Sessue Hayakawa
- Sterling Hayden
- Gabby Hayes
- Van Heflin
- Paul Henreid
- Charlton Heston
- Bob Hope
- Edward Everett Horton
- John Houseman
- Leslie Howard
- Trevor Howard
- Rock Hudson
- Tab Hunter
- John Huston
- Walter Huston
- Rex Ingram
- Burl Ives
- Emil Jannings
- Ben Johnson
- Van Johnson
- Al Jolson
- Louis Jourdan
- Raul Julia
- Boris Karloff
- Danny Kaye
- Howard Keel
- Arthur Kennedy
- Alan Ladd
- Bert Lahr
- Harry Langdon
- Mario Lanza
- Charles Laughton
- Laurel & Hardy
- Peter Lawford
- Oscar Levant
- Jerry Lewis
- Harold Lloyd
- Peter Lorre
- Bela Lugosi
- Keye Luke
- Fred MacMurray
- Gordon MacRae
- Karl Malden
- Fredric March
- Herbert Marshall
- Dean Martin
- Lee Marvin
- James Mason
- Raymond Massey
- Victor Mature
- Joel McCrea
- Roddy McDowall
- Victor McLaglen
- Steve McQueen
- Adolphe Menjou
- Burgess Meredith
- Ray Milland
- Sal Mineo
- Thomas Mitchell
- Tom Mix
- Ricardo Montalban
- George Montgomery
- Robert Montgomery
- Mantan Moreland
- Frank Morgan
- Zero Mostel
- Paul Muni
- George Murphy
- The Nicholas Brothers
- David Niven
- Ramon Novarro
- Jack Oakie
- Edmond O'Brien
- Pat O'Brien
- Donald O'Connor
- Jack Palance
- Larry Parks
- George Peppard
- Anthony Perkins
- Slim Pickens
- Walter Pidgeon
- Dick Powell
- William Powell
- Tyrone Power
- Elvis Presley
- Robert Preston
- Vincent Price
- Anthony Quinn
- George Raft
- Claude Rains
- Basil Rathbone
- Charles Ray
- Ronald Reagan
- Wallace Reid
- Ralph Richardson
- Paul Robeson
- Bill "Bojangles" Robinson
- Buddy Rogers
- Roy Rogers
- Will Rogers
- Gilbert Roland
- Cesar Romero
- Mickey Rooney
- Charles Ruggles
- Harold Russell
- Robert Ryan
- Sabu
- George Sanders
- Randolph Scott
- Peter Sellers
- Robert Shaw
- Frank Sinatra
- Red Skelton
- Dean Stockwell
- Woody Strode
- Robert Taylor
- The Three Stooges
- Franchot Tone
- Ben Turpin
- Peter Ustinov
- Rudolph Valentino
- Rudy Vallee
- Conrad Veidt
- Erich Von Stroheim
- Max Von Sydow
- Robert Walker
- Clifton Webb
- Johnny Weissmuller
- Richard Widmark
- Cornel Wilde
- Chill Wills
- Gig Young
- Robert Young

### Les 250 dones nominades
Les actrius que formen part de la llista completa de nominades són:
NOTA: Els que figuren en negreta indiquen que l'estrella encara viu.
- Gracie Allen
- June Allyson
- Dame Judith Anderson
- Annabella
- Eve Arden
- Jean Arthur
- Mary Astor
- Pearl Bailey
- Lucille Ball
- Tallulah Bankhead
- Vilma Bánky
- Theda Bara
- Ethel Barrymore
- Anne Baxter
- Louise Beavers
- Barbara Bel Geddes
- Constance Bennett
- Joan Bennett
- Joan Blondell
- Claire Bloom
- Ann Blyth
- Beulah Bondi
- Shirley Booth
- Clara Bow
- Alice Brady
- Helen Broderick
- Betty Bronson
- Louise Brooks
- Virginia Bruce
- Billie Burke
- Spring Byington
- Kitty Carlisle
- Madeleine Carroll
- Cyd Charisse
- Ruth Chatterton
- Mae Clarke
- Dolores Costello
- Jeanne Crain
- Viola Dana
- Dorothy Dandridge
- Bebe Daniels
- Linda Darnell
- Danielle Darrieux
- Jane Darwell
- Marion Davies
- Joan Davis
- Doris Day
- Laraine Day
- Yvonne De Carlo
- Ruby Dee
- Gloria DeHaven
- Olivia de Havilland
- Dolores del Río
- Louise Dresser
- Marie Dressler
- Margaret Dumont
- Irene Dunne
- Deanna Durbin
- Jeanne Eagels
- Dale Evans
- Frances Farmer
- Glenda Farrell
- Alice Faye
- Betty Field
- Gracie Fields
- Geraldine Fitzgerald
- Rhonda Fleming
- Nina Foch
- Joan Fontaine
- Kay Francis
- Peggy Ann Garner
- Betty Garrett
- Greer Garson
- Janet Gaynor
- Mitzi Gaynor
- Hermione Gingold
- Dorothy Gish
- Paulette Goddard
- Ruth Gordon
- Betty Grable
- Gloria Grahame
- Bonita Granville
- Kathryn Grayson
- Jane Greer
- Corinne Griffith
- Jean Hagen
- Barbara Hale
- Margaret Hamilton
- Ann Harding
- June Haver
- Helen Hayes
- Susan Hayward
- Sonja Henie
- Judy Holliday
- Celeste Holm
- Miriam Hopkins
- Lena Horne
- Marsha Hunt
- Kim Hunter
- Ruth Hussey
- Betty Hutton
- Jennifer Jones
- Ruby Keeler
- Madge Kennedy
- Deborah Kerr
- Veronica Lake
- Hedy Lamarr
- Dorothy Lamour
- Elsa Lanchester
- Priscilla Lane
- Angela Lansbury
- Piper Laurie
- Florence Lawrence
- Janet Leigh
- Joan Leslie
- Viveca Lindfors
- Gina Lollobrigida
- Bessie Love
- Myrna Loy
- Ida Lupino
- Jeanette MacDonald
- Anna Magnani
- Marjorie Main
- Dorothy Malone
- Jayne Mansfield
- Mae Marsh
- Mary Martin
- Virginia Mayo
- May McAvoy
- Mercedes McCambridge
- Hattie McDaniel
- Dorothy McGuire
- Nina Mae McKinney
- Butterfly McQueen
- Una Merkel
- Ethel Merman
- Ann Miller
- Carmen Miranda
- Maria Montez
- Colleen Moore
- Agnes Moorehead
- Rita Moreno
- Mae Murray
- Mildred Natwick
- Alla Nazimova
- Dame Anna Neagle
- Patricia Neal
- Pola Negri
- Anna Q. Nilsson
- Mabel Normand
- Margaret O'Brien
- Maureen O'Hara
- Maureen O'Sullivan
- Merle Oberon
- Seena Owen
- Geraldine Page
- Lilli Palmer
- Eleanor Parker
- Gail Patrick
- ZaSu Pitts
- Eleanor Powell
- Jane Powell
- Marie Prevost
- Edna Purviance
- Luise Rainer
- Vera Hruba Ralston
- Martha Raye
- Donna Reed
- Lee Remick
- Anne Revere
- Debbie Reynolds
- Thelma Ritter
- Dame Flora Robson
- Ruth Roman
- Gail Russell
- Jane Russell
- Rosalind Russell
- Ann Rutherford
- Lizabeth Scott
- Martha Scott
- Jean Seberg
- Norma Shearer
- Ann Sheridan
- Dinah Shore
- Sylvia Sidney
- Jean Simmons
- Simone Simon
- Penny Singleton
- Alexis Smith
- Gale Sondergaard
- Ann Sothern
- Gloria Stuart
- Margaret Sullavan
- Gloria Swanson
- Blanche Sweet
- Constance Talmadge
- Norma Talmadge
- Jessica Tandy
- Gene Tierney
- Ann Todd
- Thelma Todd
- Claire Trevor
- Lana Turner
- Helen Twelvetrees
- Lupe Velez
- Evelyn Venable
- Vera-Ellen
- Ethel Waters
- Pearl White
- Esther Williams
- Lois Wilson
- Marie Wilson
- Marie Windsor
- Shelley Winters
- Estelle Winwood
- Jane Withers
- Anna May Wong
- Natalie Wood
- Irene Worth
- Fay Wray
- Teresa Wright
- Jane Wyatt
- Jane Wyman
- Clara Kimball Young
- Loretta Young